# Carlos Thornton Olano
Carlos Alonso Thornton Olano (Lima, 2 de septiembre de 1999) es un actor, músico y profesor de teatro peruano, que ganó reconocimiento por interpretar al personaje recurrente de Salvador Ocampo en la teleserie Al fondo hay sitio de América Televisión. Es el hijo del también actor Carlos Thornton de la Rosa.

## Biografía

### Primeros años
Nació el 2 de septiembre de 1999 en Lima, bajo el nombre completo de Carlos Alonso Thornton Olano, proveniente de una familia de clase media alta. Es el hijo del actor y presentador de televisión Carlos Thornton de la Rosa y de Magaly Olano, siendo el mayor de 3 hermanos por vía paterna. Vivió algunos años en los Estados Unidos, tras la separación de sus padres.

### Trayectoria
Se formó como actor desde temprana edad en los talleres de Antonio «Toño» Colón y Ricky Tosso, continuando asi el legado familiar. Tras concluir la secundaria, estudió la facultad de artes escénicas en la Pontificia Universidad Católica del Perú.
Comenzó su carrera artística en el año 2010, teniendo un corto rol en la teleserie Operación Rescate.[cita requerida]
Pero fue hasta los años 2020, cuando asume el coprotagónico del cortometraje peruano Autómatas, con la colaboración de la Universidad de Lima como auspiciadora.
En el año 2022, asume el rol antagónico principal de la telenovela Maricucha de América Televisión, bajo el papel de Gregorio Landa, un hombre proveniente de Cajamarca y mejor amigo de la infancia de María Augusta «Maricucha» López Huamán (Patricia Barreto), con quién contraería nupcias y se rivaliza con Renato Montero (Andrés Vílchez) por el amor de la mencionada. Debido a su desempeñó en la ficción, recibió elogios por parte del presentador Rodrigo González, además de haber sido invitado a otros programas del canal América como En boca de todos.
Previamente, participó como protagonista del capítulo «Lo más sublime que tiene una mujer» de la serie remake La rosa de Guadalupe Perú del mismo canal, bajo el papel de Rodrigo, el novio de Andrea (Raysa Ortiz) y padre adoptivo del bebé que está esperando la mencionada, siendo el episodio estrenado en el año 2025.
Como músico, conforma la banda masculina de bolero Macedaroz, desempeñándose como corista y guitarrista en la actualidad. Con la banda, lanzó el tema musical «La entrevista» en el año 2023.
En el año 2024, alcanzó al estrellato gracias a su participación en el reparto recurrente de la teleserie Al fondo hay sitio, interpretando a Salvador Ocampo, el nuevo cocinero del restaurante Francesca's, inicialmente el supuesto amigo íntimo de Alessia Montalbán (Karime Scander) y más tarde, pareja temporal de July Flores (Guadalupe Farfán), volviendo a interpretar al papel en la temporada 12 del año siguiente.
En ese mismo año, fue protagonista del cortometraje Encuentros en contraste, en el cual le valió su premiación en la categoría «Mejor actor nacional» por parte del Científica Webseries & Films Festival, organizado por la Universidad Científica del Sur, a finales de 2024.

## Filmografía

### Cine
- Autómatas (2021), coprotagonista. Cortometraje.
- Encuentros en contraste (2024), protagonista. Cortometraje.

### Televisión
- Operación Rescate (Panamericana Televisión; 2010), rol secundario. Serie de televisión histórica.
- Maricucha (América Televisión; 2022-2023), Gregorio «Goyito» Landa McGregor (antagonista principal). Telenovela de comedia romántica.
- Al fondo hay sitio (América Televisión; 2024-2025), Salvador «Salva» Ocampo Masckemeier, «el Apóstol» (reparto recurrente). Serie de televisión de tragicomedia.
- La rosa de Guadalupe Perú (América Televisión; 2025), Rodrigo (protagonista; capítulo: «Lo más sublime que tiene una mujer»). Serie de televisión de antología.[11]

## Premios y nominaciones
| Año  | Premios                               | Categoría            | Trabajo                 | Resultado | Ref.             |
| ---- | ------------------------------------- | -------------------- | ----------------------- | --------- | ---------------- |
| 2024 | Científica Webseries & Films Festival | Mejor actor nacional | Encuentros en contraste | Ganador   | [cita requerida] |